# Józef Wandzik
Józef Wandzik (Tarnowskie Góry, 31 agosto 1963) è un ex calciatore polacco, di ruolo portiere.

## Palmarès

### Club

#### Competizioni nazionali
- Campionato polacco: 4

Gornik Zabrze: 1984-1985, 1985-1986, 1986-1987, 1988
- Supercoppa di Polonia: 1

Gornik Zabrze: 1988
- Campionato greco: 3

Panathinaikos: 1990-1991, 1994-1995, 1995-1996
- Coppa di Grecia: 4

Panathinaikos: 1990-1991, 1992-1993, 1993-1994, 1994-1995
- Supercoppa di Grecia: 2

Panathinaikos: 1993, 1994